# کلیسای کاتولیک شرقی
کلیساهای کاتولیک شرقی یا شاخه شرقی کلیسای کاتولیک، ۲۳ کلیسای خاص و خودمختار در حوضه مسیحی شرقی (sui iuris) بوده، که در اشتراک کامل با کلیسای کاتولیک و پاپ هستند. اگرچه آن‌ها از نظر الهیاتی، مذهبی و تاریخی از کلیسای لاتین متمایز هستند، اما همه آن‌ها در ارتباط کامل با کلیسای کاتولیک و همچنین با یکدیگر هستند. کاتولیک‌های شرقی یک اقلیت متمایز در کلیسای کاتولیک هستند. از ۱٫۳ میلیارد کاتولیک پیروان پاپ، تقریباً ۱۸ میلیون عضو کلیساهای شرقی هستند.